# Championnat d'Autriche de football 1995-1996
Navigation
Saison précédente Saison suivante
La saison 1995-1996 du Championnat d'Autriche de football était la 85e édition du championnat de première division en Autriche. La Bundesliga regroupe les 10 meilleurs clubs du pays au sein d'une poule unique où ils s'affrontent quatre fois au cours de la saison, 2 fois à domicile et 2 fois à l'extérieur. À la fin de la saison, le dernier au classement est relégué tandis que le 9e joue un match de barrage face au vice-champion de 2.Bundesliga, la deuxième division autrichienne.
C'est le club du SK Rapid Vienne qui remporte le championnat en terminant en tête du classement final, avec 6 points d'avance sur le SK Sturm Graz (vainqueur de la Coupe d'Autriche) et 11 sur le FC Tirol Innsbruck (vainqueur de la Coupe d'Autriche). C'est le 30e titre de champion d'Autriche de l'histoire du club, qui réalise une saison complète puisqu'en plus de remporter le championnat, il atteint la finale de la Coupe des Coupes.
Le double tenant du titre, le SV Austria Salzbourg, ne prend que la 8e place, à 29 points du Rapid.

## Les 10 clubs participants
| - SK Rapid Vienne - Grazer AK - Promu de 2.Bundesliga - SV Ried - Promu de 2.Bundesliga - FC Wacker Innsbruck - Linzer ASK | - Austria Salzbourg - SK Vorwärts Steyr - FC Admira Wacker - FK Austria Vienne - SK Sturm Graz |

## Compétition

### Classement
Le barème utilisé pour établir le classement est le suivant :
- Victoire : 3 points
- Match nul : 1 point
- Défaite : 0 point

| Rang | Équipe                 | Pts | J  | G  | N  | P  | Bp | Bc | Diff |
| ---- | ---------------------- | --- | -- | -- | -- | -- | -- | -- | ---- |
| 1    | SK Rapid Vienne        | 73  | 36 | 22 | 7  | 7  | 68 | 38 | +30  |
| 2    | SK Sturm Graz C        | 67  | 36 | 20 | 7  | 9  | 61 | 35 | +26  |
| 3    | FC Tirol Innsbruck     | 62  | 36 | 18 | 8  | 10 | 64 | 40 | +24  |
| 4    | Grazer AK P            | 57  | 36 | 14 | 15 | 7  | 46 | 36 | +10  |
| 5    | FK Austria Vienne      | 51  | 36 | 14 | 9  | 13 | 42 | 35 | +7   |
| 6    | Linzer ASK             | 48  | 36 | 13 | 9  | 14 | 36 | 35 | +1   |
| 7    | SV Ried P              | 47  | 36 | 11 | 14 | 11 | 47 | 53 | -6   |
| 8    | SV Austria Salzbourg T | 44  | 36 | 10 | 14 | 12 | 53 | 51 | +2   |
| 9    | FC Admira Wacker       | 34  | 36 | 7  | 13 | 16 | 35 | 61 | -26  |
| 10   | SK Vorwärts Steyr      | 6   | 36 | 0  | 6  | 30 | 25 | 93 | -68  |

|  | Qualification pour la Ligue des champions 1996-1997  |
|  | Qualification pour la Coupe des Coupes 1996-1997     |
|  | Qualification pour la Coupe UEFA 1996-1997           |
|  | Qualification pour la Coupe Intertoto 1996           |
|  | Participation au barrage de promotion-relégation     |
|  | Relégation directe en 2.Bundesliga                   |
|  | T Tenant du titre C Vainqueur de la Coupe d'Autriche |

#### Barrage de promotion-relégation
Le 9e du classement affronte le vice-champion de 2.Bundesliga en matchs aller-retour afin de connaître le dernier club participant au championnat la saison prochaine.
| Équipe 1         | Résultat | Équipe 2                    | Aller | Retour |
| ---------------- | -------- | --------------------------- | ----- | ------ |
| FC Admira Wacker | 9 - 4    | SV Gerasdorf (2.Bundesliga) | 3 - 4 | 6 - 0  |

## Bilan de la saison
| Championnat d'Autriche de football 1995-1996 |                             |
| Champion                                     | SK Rapid Vienne (30e titre) |
| Coupes et trophées                           |                             |
| Vainqueur de la Coupe d'Autriche 1995-1996   | SK Sturm Graz               |
| Qualifications continentales                 |                             |
| Ligue des champions 1996-1997                | SK Rapid Vienne             |
| Coupe des Coupes 1996-1997                   | SK Sturm Graz               |
| Coupe UEFA 1996-1997                         | FC Tirol Innsbruck          |
| Coupe UEFA 1996-1997                         | Grazer AK                   |
| Coupe Intertoto 1996                         | FK Austria Vienne           |
| Coupe Intertoto 1996                         | Linzer ASK                  |
| Coupe Intertoto 1996                         | SV Ried                     |
| Promotions et relégations                    |                             |
| Promus en Bundesliga                         | FC Linz                     |
| Relégués en 2.Bundesliga                     | SK Vorwärts Steyr           |